# Butt Report
Der Butt Report (deutsch Butt-Bericht) war ein im August 1941 vorgelegter militärischer Bericht über die Wirksamkeit britischer Luftangriffe während des Zweiten Weltkrieges. Der Bericht zeigt große Schwächen in der Zielgenauigkeit britischer Bomberverbände auf.

## Inhalt des Berichtes
Der Bericht wurde durch Professor Frederick Lindemann, einen Freund Winston Churchills und wissenschaftlichen Berater des britischen Kabinetts, angeregt. Dieser beauftragte seinen Assistenten David Bensusan-Butt und Namensgeber des Berichts, 633 Luftbilder auszuwerten, um die durch die Bomberbesatzungen gemeldeten Treffer mit den Aufnahmen zu vergleichen. Die Ergebnisse wurden erstmals am 18. August 1941 an die Kabinettsmitglieder verteilt. Viele Bomberbesatzungen hatten große Probleme, Ziele korrekt zu finden, zu identifizieren und zu treffen. Konkret sagt der Bericht aus:

“Any examination of night photographs taken during night bombing in June and July points to the following conclusions:
1. Of those aircraft recorded as attacking their target, only one in three got within 5 miles.
2. Over the French ports, the proportion was two in three; over Germany as a whole, the proportion was one in four; over the Ruhr it was only one in ten.
3. In the full moon, the proportion was two in five; in the new moon it was only one in fifteen. …
4. All these figures relate only to aircraft recorded as attacking the target; the proportion of the total sorties which reached within 5 miles is less than one-third. …

The conclusion seems to follow that only about one-third of aircraft claiming to reach their target actually reached it.”

„Alle Auswertungen der nachts aufgenommenen Luftbilder im Berichtszeitraum Juni und Juli [1941] lassen folgende Schlüsse zu:
1. Von allen beobachtenden Bombern, die ein Ziel angreifen sollten, erreichten nur 1/3 einen Umkreis von [8 Kilometern] um das zu findende Ziel.
2. Über den französischen Häfen betrug das Verhältnis 2/3, über Gesamtdeutschland 1/4 und über dem Ruhrgebiet nur 1/10.
3. Bei Vollmond betrug das Verhältnis 2/5 und bei Neumond nur 1/15. …
4. Alle diese Aussagen beziehen sich nur auf Bomber, welche angaben, ein Ziel angegriffen zu haben. Die Anzahl der Bomber, welche bei allen Einsätzen zusammengenommen überhaupt einen Umkreis von 8 Kilometern um das potenzielle Ziel erreicht haben, betrug nur 1/3. …

Daraus lässt sich schlussfolgern, dass nur ein Drittel der Flugzeuge, deren Besatzungen angegeben haben, das Ziel erreicht zu haben, es tatsächlich erreichten.“